# 14.º Distrito Congressional da Califórnia
O 14º Distrito Congressional da Califórnia (em inglês:  California's 14th congressional district) é um dos 53 Distritos Congressionais do Estado norte-americano da Califórnia Segundo o censo de 2000 sua população é de 639.088 habitantes e sua área total é de 1.030 km.